# دیوید واتکین (فیلم‌بردار)
دیوید واتکین (انگلیسی: David Watkin؛ ۲۳ مارس ۱۹۲۵ – ۱۹ فوریهٔ ۲۰۰۸) فیلم‌بردار اهل بریتانیا بود. وی بین سال‌های ۱۹۶۳ تا ۱۹۹۹ میلادی فعالیت می‌کرد.
وی فیلم‌بردار فیلم‌هایی همچون مارا-ساد، خارج از آفریقا، ارابه‌های آتش، ماه‌زده، هملت، زندگی این پسر و گلوریا بوده است.
همچنین برنده جوایزی همچون جایزه اسکار بهترین فیلمبرداری، جایزه بفتا بهترین فیلم‌برداری و جایزه حلقه منتقدان فیلم نیویورک بهترین فیلم‌برداری شده است.